# Richard Liebscher
Richard Liebscher (* 2. November 1910 in Nürnberg; † 13. Januar 1990 in Erkelsdorf) war ein deutscher Fechter, mehrfacher deutscher Meister in Florett und Säbel sowie Olympiateilnehmer. Er focht für den Fechterring Nürnberg, später für die SG Berlin und nach dem Zweiten Weltkrieg für den TK Hannover.

## Leben
Liebscher wurde 1910 in Nürnberg geboren und gehörte ab 1934 zu den stärksten Fechtern in Deutschland. Trainiert wurde er unter anderem vom Fechtmeister Fritz Gazzera. 1939 gewann er seine erste deutsche Meisterschaft im Florett, der noch 13 weitere folgen sollten. Während der Zeit des Nationalsozialismus trat er der SS bei (SS-Nummer 209.125), der unter aktiver Förderung des Säbelfechters Reinhard Heydrich zahlreiche deutsche Spitzenfechter angehörten. Zum 1. Juli 1939 wurde er SS-Obersturmführer. Nach dem Krieg war Liebscher als Kaufmann in der Kabelindustrie tätig und seit 1952 verheiratet. Im selben Jahr nahm er an den Olympischen Spielen in Helsinki teil. 1956 wurde ihm als Mitglied des TK Hannover das Silberne Lorbeerblatt verliehen. Nach seiner aktiven Karriere blieb er als Trainer in Nürnberg weiterhin dem Fechtsport verbunden.

## Erfolge
Bei den olympischen Spielen in Helsinki schied er im Säbeleinzel in der ersten Runde als drittletzter seiner Runde aus. Mit dem Säbelteam kam er zusammen mit Willy Fascher und Hans Esser bis in die zweite Runde.
Die deutschen Meisterschaften konnte er in Einzel und Mannschaft insgesamt vierzehnmal gewinnen. Den ersten Einzeltitel holte er 1939 im Florett, 1940 konnte er seinen Titel verteidigen. Im selben Jahr wurde er Vizemeister mit dem Säbel. Es folgten noch vier weitere Einzeltitel im Säbel 1942, 1943, 1951 und 1952.